# Poseidon (Unterseekabel)
Poseidon ist ein Seekabel für die Offshore-Öl- und Gasindustrie im östlichen Mittelmeerraum. Es wurde 2012 in Kooperation der Cyprus Telecommunications Authority (Cyta), dem staatlichen Kommunikationsanbieter der Republik Zypern, mit der Radius Oceanic Communications (Radius), ein auf Fieberglasanbindungen von Offshore-Plattformen spezialisiertes Unternehmen, ausgelegt.

## System
Das 800 km lange System bildet einen Ring um Zypern und erstreckt sich in dessen ausschließlicher Wirtschaftszone. Die Cyta-Seekabel-Landstationen Pentaskhinos und Yeroskipos werden von Poseidon als LAN-Anbindungen genutzt. Radius will für bestehende und künftige Öl- und Gasbohrplattformen ein gesamtes Kommunikationspaket anbieten.